# Gorenja Gomila
Gorenja Gomila je naselje u slovenskoj Općini Šentjerneju. Gorenja Gomila se nalazi u pokrajini Dolenjskoj i statističkoj regiji Donjoposavskoj regiji. 

## Stanovništvo
Prema popisu stanovništva iz 2002. godine naselje je imalo 62 stanovnika.